# No More AOL CDs

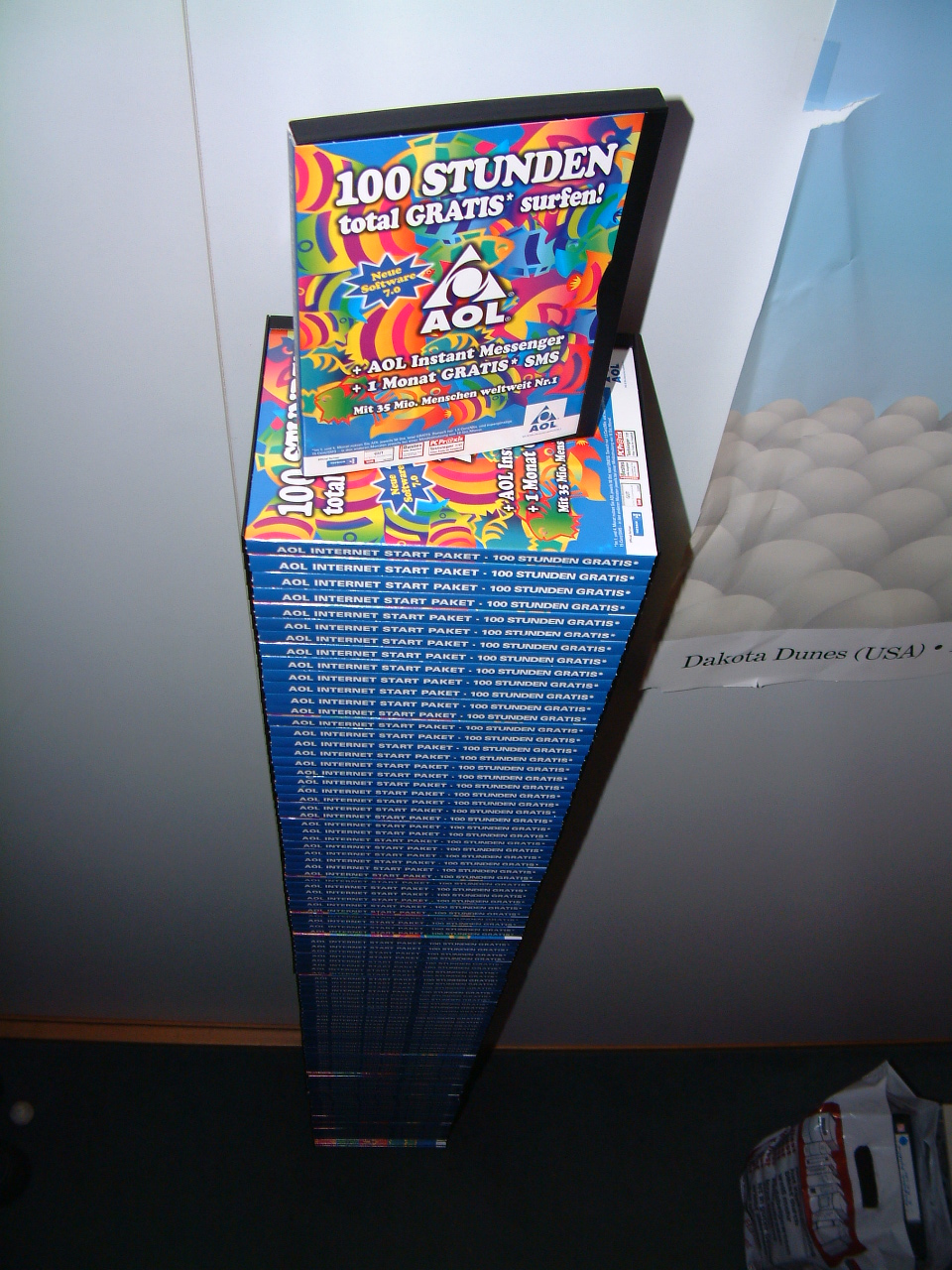
AOL-CDs in einem Studentenwohnheim (2002)

No More AOL CDs war eine von den US-amerikanischen Informatikern John Lieberman und Jim McKenna initiierte Kampagne, die gegen die Massenproduktion und -versendung von CD-ROMs durch den Online-Dienst AOL protestierte. Die Aktion wurde im August 2001 ins Leben gerufen. Erklärtes Ziel war es, eine Million AOL-CDs zu sammeln, um diese dann medienwirksam mit schweren Lastkraftwagen vor der damals in Dulles im US-Bundesstaat Virginia gelegenen AOL-Zentrale abzuladen. Zu diesem Zweck wurden neben der zentralen Sammelstelle in El Cerrito in Kalifornien auch mehrere nationale Sammelstellen von freiwilligen Helfern betrieben, unter anderem auch in Deutschland, Österreich und der Schweiz.
Die CDs wurden ohne Hüllen gesammelt, um Platz und Versandkosten zu sparen. Ein Anreiz für die Teilnehmer waren international und national geführte Ranglisten, in denen die jeweils 100 erfolgreichsten Sammler konkurrierten. Aufeinander gelegt hätten eine Million CDs einen Stapel von 1,2 Kilometern Höhe mit einem Gewicht von rund 16 Tonnen ergeben.
Die Kampagne wurde vor allem in den Jahren 2002 und 2003 häufig von Technik- und Boulevardmedien aufgegriffen. Am 10. August 2007 wurde die Kampagne abgeschlossen, da die Firma AOL den Organisatoren zufolge keine CDs mehr versende. Insgesamt wurden 410.176 CDs zusammengetragen.

## Hintergrund
AOL betrieb in den 1990er- und Anfang der 2000er-Jahre eine Werbekampagne, bei der große Mengen Disketten und später CDs produziert wurden, welche die AOL-Zugangssoftware sowie Gutscheine über eine begrenzte Anzahl Freistunden enthielten, um neue Kunden zu gewinnen. Kritiker der Kampagne sahen darin Ressourcen-Verschwendung, da ein Großteil der Datenträger ungenutzt in den Müll geworfen werde.
Neben der Beigabe in Zeitschriften setzte AOL auch auf den direkten Postversand der teils aufwendig in Blechhüllen verpackten und mit Sammelmotiven bedruckten Datenträger. Aufgrund des Streuverlusts endeten viele Datenträger in den Briefkästen und Mülltonnen von Haushalten, die gar keinen Computer besaßen. In den Folgejahren hielt AOL nicht mehr an dieser Verteilungsstrategie fest.
AOL Deutschland bot als Reaktion auf die Kritik die Möglichkeit, nicht mehr benötigte AOL-CDs unfrei zurückzusenden. Die CDs wurden laut AOL von Fachfirmen weiterverarbeitet und das Rohmaterial neu verwendet.
AOL-Mitarbeiter gaben Ende 2010 an, dass über 300 Millionen US-Dollar für das Direktmarketing mit den AOL-CDs ausgegeben worden seien. In den frühen 1990er Jahren sei das Ziel gewesen, 10 % aller Einnahmen für die Neukundengewinnung auszugeben; alle sechs Sekunden soll so ein Abonnent gewonnen worden sein. Eine Zeit lang seien 50 % aller weltweit produzierten CDs mit einem AOL-Logo versehen gewesen.